# Andreas Mies
 Andreas Mies  (Colonia; 21 de agosto de 1990) es un tenista alemán.

## Carrera
Su mejor ranking individual es el Nº 871 alcanzado el 14 de julio de 2014, mientras que en dobles logró la posición 68 el (28 de enero de 2019).
Ha logrado un título hasta el momento títulos de la categoría ATP además de haber obtenido varios títulos Futures tanto en individuales como en dobles.

## Torneos de Grand Slam

### Dobles

#### Campeón (2)
| Año  | Torneo        | Pareja         | Oponentes en la final        | Resultado   |
| 2019 | Roland Garros | Kevin Krawietz | Jérémy Chardy Fabrice Martin | 6-2, 7-6(3) |
| 2020 | Roland Garros | Kevin Krawietz | Mate Pavić Bruno Soares      | 6-3, 7-5    |

## Títulos ATP (7; 0+7)

### Dobles (7)
| Leyenda                   |
| Grand Slam (2)            |
| ATP World Tour Finals (0) |
| ATP Masters 1000 (0)      |
| ATP World Tour 500 (1)    |
| ATP World Tour 250 (4)    |

| N.º | Fecha                 | Torneo        | Superficie    | Pareja          | Oponentes en la final                  | Resultado              |
| --- | --------------------- | ------------- | ------------- | --------------- | -------------------------------------- | ---------------------- |
| 1.  | 17 de febrero de 2019 | Nueva York    | Dura (i)      | Kevin Krawietz  | Santiago González Aisam-ul-Haq Qureshi | 6-4, 7-5               |
| 2.  | 8 de junio de 2019    | Roland Garros | Tierra batida | Kevin Krawietz  | Jérémy Chardy Fabrice Martin           | 6-2, 7-6(3)            |
| 3.  | 20 de octubre de 2019 | Amberes       | Dura (i)      | Kevin Krawietz  | Rajeev Ram Joe Salisbury               | 7-6(1), 6-3            |
| 4.  | 10 de octubre de 2020 | Roland Garros | Tierra batida | Kevin Krawietz  | Mate Pavić Bruno Soares                | 6-3, 7-5               |
| 5.  | 24 de abril de 2022   | Barcelona     | Tierra batida | Kevin Krawietz  | Wesley Koolhof Neal Skupski            | 6-7(3), 7-6(5), [10-6] |
| 6.  | 1 de mayo de 2022     | Múnich        | Tierra batida | Kevin Krawietz  | Rafael Matos David Vega Hernández      | 4-6, 6-4, [10-7]       |
| 7.  | 27 de julio de 2024   | Kitzbühel     | Tierra batida | Alexander Erler | Constantin Frantzen Hendrik Jebens     | 6-3, 3-6, [10-6]       |

#### Finalista (2)
| N.º | Fecha                 | Torneo     | Superficie    | Pareja             | Oponentes en la final        | Resultado      |
| --- | --------------------- | ---------- | ------------- | ------------------ | ---------------------------- | -------------- |
| 1.  | 25 de octubre de 2020 | Colonia II | Dura (i)      | Kevin Krawietz     | Raven Klaasen Ben McLachlan  | 2-6, 4-6       |
| 2.  | 21 de abril de 2024   | Múnich     | Tierra batida | Jan-Lennard Struff | Yuki Bhambri Albano Olivetti | 6-7(6), 6-7(5) |

## Títulos ATP Challenger

### Dobles (10)
| N.° | Fecha                    | Torneo                  | Superficie    | Pareja            | Oponentes en la final                   | Resultado        |
| --- | ------------------------ | ----------------------- | ------------- | ----------------- | --------------------------------------- | ---------------- |
| 1.  | 12 de mayo de 2017       | Challenger de Roma      | Tierra batida | Oscar Otte        | Kimmer Coppejans Márton Fucsovics       | 4-6, 7-6, [10-8] |
| 2.  | 24 de junio de 2017      | Challenger de Poprad    | Tierra batida | Mateusz Kowalczyk | Luca Margaroli Tristan-Samuel Weissborn | 6-3, 7-6(3)      |
| 3.  | 19 de agosto de 2017     | Challenger de Meerbusch | Tierra batida | Kevin Krawietz    | Dustin Brown Antonio Šančić             | 6-1, 7-6(5)      |
| 4.  | 12 de mayo de 2018       | Challenger de Roma (2)  | Tierra batida | Kevin Krawietz    | Sander Gillé Joran Vliegen              | 6-3, 2-6, [10-4] |
| 5.  | 15 de junio de 2018      | Challenger de Almaty    | Tierra batida | Kevin Krawietz    | Laurynas Grigelis Vladyslav Manafov     | 6-2, 7-6(2)      |
| 6.  | 9 de septiembre de 2018  | Challenger de Génova    | Tierra batida | Kevin Krawietz    | Martin Kližan Filip Polasek             | 6-2, 3-6, [10-2] |
| 7.  | 22 de septiembre de 2018 | Challenger de Sibiu     | Tierra batida | Kevin Krawietz    | Tomasz Bednarek David Pel               | 6-4, 6-2         |
| 8.  | 4 de noviembre de 2018   | Challenger de Eckental  | Moqueta       | Kevin Krawietz    | Hugo Nys Jonny O'Mara                   | 6-1, 6-4         |
| 9.  | 30 de marzo de 2019      | Challenger de Marbella  | Tierra batida | Kevin Krawietz    | Sander Gillé Joran Vliegen              | 7-6, 2-6, [10-6] |
| 10. | 19 de mayo de 2019       | Challenger de Heilbronn | Tierra batida | Kevin Krawietz    | Andre Begemann Fabrice Martin           | 6-2, 6-4         |